# Maladers
Maladers är en ort och tidigare kommun i regionen Plessur i kantonen Graubünden, Schweiz. Den ligger på en terrass på bergskedjan Hochwangkettes sydsluttning ovanför Plessur-floden i nedersta delen av Schanfiggdalen, strax öster om kantonshuvudstaden Chur, dit merparten av de förvärvsarbetande pendlar. Kommunen Maladers inkorporerades i kommunen Chur den 1 januari 2020.
Byn var rätoromanskspråkig fram till 1500-talet, då tyska språket tog över. Kyrkan blev, som den sista i Schanfigg, reformert 1635. Sedan 1800-talet finns dock en betydande katolsk minoritet (30% år 2010), som sedan 1923 har en egen kyrka.